# Listă de filme americane din 1922
Aceasta este o listă de filme americane din 1922:
| Titlu                             | Regizor(i)                                    | Actori                                                            | Gen             | Note                                              |
| --------------------------------- | --------------------------------------------- | ----------------------------------------------------------------- | --------------- | ------------------------------------------------- |
| According to Hoyle                | W. S. Van Dyke                                | David Butler, Helen Ferguson                                      | Western         | Independent                                       |
| Across the Continent              | Phil Rosen                                    | Wallace Reid, Mary MacLaren                                       | Sports          | Paramount                                         |
| Across the Deadline               | Jack Conway                                   | Frank Mayo, Russell Simpson                                       | Drama           | Universal                                         |
| The Adventures of Robinson Crusoe | Robert F. Hill                                | Harry Myers, Noble Johnson                                        | Adventure       | Universal. Film serial now lost                   |
| Afraid to Fight                   | William Worthington                           | Frank Mayo, Lillian Rich                                          | Drama           | Universal                                         |
| Alias Julius Caesar               | Charles Ray                                   | Charles Ray, Barbara Bedford                                      | Comedy          | First National                                    |
| The Altar Stairs                  | Lambert Hillyer                               | Frank Mayo, Louise Lorraine                                       | Drama           | Universal                                         |
| Always the Woman                  | Arthur Rosson                                 | Betty Compson, Emory Johnson                                      | Romance         | Goldwyn                                           |
| Angel of Crooked Street           | David Smith                                   | Alice Calhoun, William McCall                                     | Crime           | Vitagraph                                         |
| Anna Ascends                      | Victor Fleming                                | Alice Brady, Robert Ellis                                         | Romance         | Paramount                                         |
| Another Man's Shoes               | Jack Conway                                   | Herbert Rawlinson, Barbara Bedford                                | Comedy          | Universal                                         |
| Any Wife                          | Herbert Brenon                                | Pearl White, Holmes Herbert                                       | Drama           | Fox Film                                          |
| Apartment Wanted                  | Alfred J. Goulding                            | Lee Moran, Alberta Vaughn                                         | Comedy          | Universal                                         |
| Arabian Love                      | Jerome Storm                                  | John Gilbert, Barbara Bedford, Barbara La Marr                    | Drama           | Fox Film                                          |
| The Bachelor Daddy                | Alfred E. Green                               | Thomas Meighan, Leatrice Joy                                      | Comedy          | Paramount                                         |
| Back Home and Broke               | Alfred E. Green                               | Thomas Meighan, Lila Lee                                          | Comedy          | Paramount                                         |
| Back Pay                          | Frank Borzage                                 | Seena Owen, Matt Moore                                            | Drama           | Paramount                                         |
| The Barnstormer                   | Charles Ray                                   | Wilfred Lucas, Florence Oberle                                    | Comedy          | First National                                    |
| The Bearcat                       | Edward Sedgwick                               | Hoot Gibson, Lillian Rich                                         | Western         | Universal                                         |
| The Beautiful and Damned          | William A. Seiter                             | Marie Prevost, Kenneth Harlan                                     | Drama           | Warner Bros.                                      |
| The Beauty Shop                   | Edward Dillon                                 | Raymond Hitchcock, Louise Fazenda                                 | Comedy          | Paramount                                         |
| Beauty's Worth                    | Robert G. Vignola                             | Marion Davies, Forrest Stanley                                    | Comedy          | Paramount                                         |
| Bells of San Juan                 | Scott R. Dunlap                               | Buck Jones, Fritzi Brunette                                       | Western         | Fox Film                                          |
| Beyond the Rainbow                | Christy Cabanne                               | Harry T. Morey, Billie Dove, Clara Bow                            | Drama           | FBO                                               |
| Beyond the Rocks                  | Sam Wood                                      | Gloria Swanson, Rudolph Valentino                                 | Drama           | Paramount                                         |
| Billy Jim                         | Frank Borzage                                 | Fred Stone, Billy Bletcher                                        | Comedy western  | FBO                                               |
| The Black Bag                     | Stuart Paton                                  | Herbert Rawlinson, Virginia Valli                                 | Mystery         | Universal                                         |
| The Blacksmith                    | Buster Keaton                                 | Buster Keaton, Virginia Fox                                       | Comedy          | First National, Short                             |
| A Blind Bargain                   | Wallace Worsley                               | Lon Chaney, Raymond McKee                                         | Horror          | Goldwyn                                           |
| Blood and Sand                    | Fred Niblo                                    | Rudolph Valentino, Nita Naldi, Lila Lee                           | Drama           | Paramount                                         |
| Bobbed Hair                       | Thomas N. Heffron                             | Wanda Hawley, William Boyd                                        | Romance         | Paramount                                         |
| The Bond Boy                      | Henry King                                    | Richard Barthelmess, Charles Hill Mailes                          | Drama           | First National                                    |
| The Bonded Woman                  | Phil Rosen                                    | Betty Compson, John Bowers                                        | Drama           | Paramount                                         |
| Boomerang Bill                    | Tom Terriss                                   | Lionel Barrymore, Marguerite Marsh                                | Crime           | Paramount                                         |
| The Bootleggers                   | Roy Sheldon                                   | Walter Miller, Paul Panzer                                        | Drama           | FBO                                               |
| The Bootlegger's Daughter         | Victor Schertzinger                           | Enid Bennett, Fred Niblo                                          | Drama           | Independent                                       |
| Borderland                        | Paul Powell                                   | Agnes Ayres, Milton Sills                                         | Drama           | Paramount                                         |
| The Boss of Camp Four             | W. S. Van Dyke                                | Buck Jones, Fritzi Brunette                                       | Western         | Fox Film                                          |
| Bought and Paid For               | William C. deMille                            | Agnes Ayres, Jack Holt                                            | Drama           | Paramount                                         |
| Boy Crazy                         | William A. Seiter                             | Doris May, Fred Gamble                                            | Romantic comedy | FBO                                               |
| Brawn of the North                | Laurence Trimble                              | Irene Rich, Lee Shumway                                           | Adventure       | First National                                    |
| The Bride's Play                  | George Terwilliger                            | Marion Davies, John B. O'Brien                                    | Romance         | Paramount                                         |
| Broad Daylight                    | Irving Cummings                               | Lois Wilson, Jack Mulhall                                         | Crime           | Universal                                         |
| The Broadway Madonna              | Harry Revier                                  | Dorothy Revier, Harry von Meter                                   | Drama           | FBO                                               |
| The Broadway Peacock              | Charles Brabin                                | Pearl White, Joseph Striker                                       | Drama           | Fox Film                                          |
| Broadway Rose                     | Robert Z. Leonard                             | Mae Murray, Monte Blue                                            | Drama           | Metro                                             |
| Broken Chains                     | Allen Holubar                                 | Colleen Moore, Malcolm McGregor, Ernest Torrence                  | Drama           | Goldwyn                                           |
| Brothers Under the Skin           | E. Mason Hopper                               | Pat O'Malley, Helene Chadwick, Mae Busch                          | Comedy          | Goldwyn                                           |
| Burning Sands                     | George Melford                                | Wanda Hawley, Milton Sills, Jacqueline Logan                      | Drama           | Paramount                                         |
| A California Romance              | Jerome Storm                                  | John Gilbert, Estelle Taylor                                      | Historical      | Fox Film                                          |
| The Call of Home                  | Louis J. Gasnier                              | Léon Bary, Irene Rich                                             | Drama           | FBO                                               |
| Calvert's Valley                  | John Francis Dillon                           | John Gilbert, Sylvia Breamer                                      | Drama           | Fox Film                                          |
| Captain Fly-by-Night              | William K. Howard                             | Johnnie Walker, Francis McDonald                                  | Adventure       | FBO                                               |
| Catch My Smoke                    | William Beaudine                              | Tom Mix, Lillian Rich, Claude Payton                              | Western         | Fox Film                                          |
| Caught Bluffing                   | Lambert Hillyer                               | Frank Mayo, Edna Murphy                                           | Western         | Universal                                         |
| Channing of the Northwest         | Ralph Ince                                    | Eugene O'Brien, Norma Shearer                                     | Drama           | Selznick                                          |
| Chasing the Moon                  | Edward Sedgwick                               | Tom Mix, Eva Novak                                                | Drama           | Fox Film                                          |
| Clarence                          | William C. deMille                            | Wallace Reid, Agnes Ayres                                         | Comedy drama    | Paramount                                         |
| Colleen of the Pines              | Chester Bennett                               | Jane Novak, Edward Hearn                                          | Drama           | FBO                                               |
| Come on Over                      | Alfred E. Green                               | Colleen Moore, Ralph Graves                                       | Comedy          | Goldwyn                                           |
| Confidence                        | Harry A. Pollard                              | Herbert Rawlinson, Harriet Hammond                                | Comedy          | Universal                                         |
| Conquering the Woman              | King Vidor                                    | Florence Vidor, Mathilde Brundage                                 | Drama           | Independent                                       |
| Cops                              | Edward F. Cline, Buster Keaton                | Buster Keaton, Virginia Fox                                       | Comedy          | First National, Short                             |
| The Country Flapper               | F. Richard Jones                              | Dorothy Gish, Glenn Hunter                                        | Comedy          | Independent                                       |
| The Cowboy and the Lady           | Charles Maigne                                | Mary Miles Minter, Tom Moore                                      | Western         | Paramount                                         |
| The Cradle                        | Paul Powell                                   | Ethel Clayton, Charles Meredith                                   | Drama           | Paramount                                         |
| The Crimson Challenge             | Paul Powell                                   | Dorothy Dalton, Jack Mower                                        | Western         | Paramount                                         |
| The Crossroads of New York        | F. Richard Jones                              | Noah Beery, Ethel Grey Terry                                      | Comedy          | First National                                    |
| The Crusader                      | Howard M. Mitchell                            | William Russell, Gertrude Claire, Helen Ferguson                  | Western         | Fox Film                                          |
| A Dangerous Game                  | King Baggot                                   | Gladys Walton, Spottiswoode Aitken                                | Drama           | Universal                                         |
| The Dangerous Little Demon        | Clarence G. Badger                            | Marie Prevost, Jack Perrin                                        | Comedy          | Universal                                         |
| The Darling of the Rich           | John G. Adolfi                                | Betty Blythe, Montagu Love, Charles K. Gerrard                    | Drama           | Independent                                       |
| A Daughter of Luxury              | Paul Powell                                   | Agnes Ayres, Tom Gallery, Edith Yorke                             | Comedy          | Paramount                                         |
| Daydreams                         | Buster Keaton                                 | Buster Keaton, Renée Adorée                                       | Comedy          | First National, Short                             |
| Deserted at the Altar             | William K. Howard                             | Bessie Love, Tully Marshall                                       | Drama           | Independent                                       |
| The Dictator                      | James Cruze                                   | Wallace Reid, Theodore Kosloff, Lila Lee                          | Adventure       | Paramount                                         |
| Divorce Coupons                   | Webster Campbell                              | Corinne Griffith, Holmes Herbert]                                 | Drama           | Vitagraph                                         |
| Do and Dare                       | Edward Sedgwick                               | Tom Mix, Claire Adams                                             | Western         | Fox Film                                          |
| A Doll's House                    | Charles Bryant                                | Alan Hale Sr., Alla Nazimova                                      | Drama           | United Artists                                    |
| Domestic Relations                | Chester Withey                                | Katherine MacDonald, William P. Carleton                          | Drama           | First National                                    |
| Don't Get Personal                | Clarence G. Badger                            | Marie Prevost, George Nichols                                     | Romantic comedy | Universal                                         |
| Don't Shoot                       | Jack Conway                                   | Herbert Rawlinson, Edna Murphy                                    | Crime           | Universal                                         |
| Don't Write Letters               | George D. Baker                               | Gareth Hughes, Bartine Burkett                                    | Comedy          | Metro                                             |
| Down to the Sea in Ships          | Elmer Clifton                                 | Marguerite Courtot, Raymond McKee, Clara Bow                      | Drama           | Independent                                       |
| Dr. Jack                          | Fred C. Newmeyer                              | Harold Lloyd, Mildred Davis                                       | Comedy          | Pathé Distributors                                |
| The Deuce of Spades               | Charles Ray                                   | Charles Ray, Lincoln Plumer                                       | Comedy          | First National                                    |
| Dusk to Dawn                      | King Vidor                                    | Florence Vidor, Jack Mulhall                                      | Drama           | Independent                                       |
| Dust Flower                       | Rowland V. Lee                                | Helene Chadwick, James Rennie                                     | Drama           | Goldwyn                                           |
| East Is West                      | Sidney Franklin                               | Constance Talmadge, Edmund Burns                                  | Drama           | First National                                    |
| Ebb Tide                          | George Melford                                | Lila Lee, Raymond Hatton                                          | Adventure       | Paramount                                         |
| The Electric House                | Buster Keaton                                 | Buster Keaton, Virginia Fox                                       | Comedy          | First National, Short                             |
| Elope If You Must                 | C.R. Wallace                                  | Eileen Percy, A. Edward Sutherland                                | Comedy          | Fox Film                                          |
| Enter Madame                      | Wallace Worsley                               | Clara Kimball Young, Louise Dresser                               | Romantic comedy | Metro                                             |
| The Eternal Flame                 | Frank Lloyd                                   | Norma Talmadge, Adolphe Menjou, Conway Tearle                     | Adventure       | First National                                    |
| Evidence                          | George Archainbaud                            | Elaine Hammerstein, Niles Welch                                   | Drama           | Selznick                                          |
| Extra! Extra!                     | William K. Howard                             | Edna Murphy, Johnnie Walker                                       | Adventure       | Fox Film                                          |
| The Face Between                  | Bayard Veiller                                | Bert Lytell, Sylvia Breamer                                       | Drama           | Metro                                             |
| The Face in the Fog               | Alan Crosland                                 | Lionel Barrymore, Seena Owen                                      | Mystery         | Paramount                                         |
| Fair Lady                         | Kenneth Webb                                  | Betty Blythe, Thurston Hall                                       | Drama           | United Artists                                    |
| Fascination                       | Robert Z. Leonard                             | Mae Murray, Creighton Hale                                        | Drama           | Tiffany                                           |
| The Fast Freight                  | James Cruze                                   | Roscoe Arbuckle, Lila Lee                                         | Comedy          | Paramount                                         |
| The Fast Mail                     | Bernard J. Durning                            | Buck Jones, Eileen Percy                                          | Action          | Fox Film                                          |
| The Fighting Guide                | William Duncan                                | William Duncan, Edith Johnson                                     | Action          | Vitagraph                                         |
| The Fighting Streak               | Arthur Rosson                                 | Tom Mix, Patsy Ruth Miller                                        | Western         | Fox Film                                          |
| Find the Woman                    | Tom Terriss                                   | Alma Rubens, Harrison Ford                                        | Mystery         | Paramount                                         |
| The Fire Bride                    | Arthur Rosson                                 | Ruth Renick, Edward Hearn                                         | Adventure       | FBO                                               |
| Five Days to Live                 | Norman Dawn                                   | Sessue Hayakawa, Tsuru Aoki                                       | Drama           | FBO                                               |
| The Five Dollar Baby              | Harry Beaumont                                | Viola Dana, Ralph Lewis                                           | Comedy          | Metro                                             |
| The Flaming Hour                  | Edward Sedgwick                               | Frank Mayo, Helen Ferguson                                        | Drama           | Universal                                         |
| Flesh and Blood                   | Irving Cummings                               | Lon Chaney, Edith Roberts                                         | Drama           | Independent                                       |
| The Flirt                         | Hobart Henley                                 | George Nichols, Eileen Percy                                      | Comedy          | Universal                                         |
| A Fool There Was                  | Emmett J. Flynn                               | Estelle Taylor, Lewis Stone, Irene Rich                           | Drama           | Fox Film                                          |
| Foolish Wives                     | Erich von Stroheim                            | Erich von Stroheim, Mae Busch                                     | Drama           | Universal. Most expensive film made to this year. |
| Fools First                       | Marshall Neilan                               | Richard Dix, Claire Windsor                                       | Drama           | First National                                    |
| For Big Stakes                    | Lynn Reynolds                                 | Tom Mix, Patsy Ruth Miller                                        | Western         | Fox Film                                          |
| For the Defense                   | Paul Powell                                   | Ethel Clayton, Vernon Steele                                      | Mystery         | Paramount                                         |
| Forget Me Not                     | W. S. Van Dyke                                | Irene Hunt, Bessie Love, Gareth Hughes                            | Drama           | Metro                                             |
| The Forgotten Law                 | James W. Horne                                | Milton Sills, Jack Mulhall                                        | Drama           | Metro                                             |
| Forsaking All Others              | Emile Chautard                                | Colleen Moore, Cullen Landis                                      | Drama           | Universal                                         |
| Fortune's Mask                    | Robert Ensminger                              | Earle Williams, Patsy Ruth Miller                                 | Drama           | Vitagraph                                         |
| The Fourteenth Lover              | Harry Beaumont                                | Viola Dana, Jack Mulhall, Theodore von Eltz                       | Comedy          | Metro                                             |
| French Heels                      | Edwin L. Hollywood                            | Irene Castle, Ward Crane, Charles K. Gerrard                      | Romantic comedy | Independent                                       |
| A Front Page Story                | Jess Robbins                                  | Edward Everett Horton, Lloyd Ingraham, Edith Roberts              | Comedy          | Vitagraph                                         |
| The Frozen North                  | Buster Keaton                                 | Buster Keaton, Sybil Seely                                        | Comedy          | First National, Short                             |
| The Galloping Kid                 | Nat Ross                                      | Hoot Gibson, Edna Murphy                                          | Western         | Universal                                         |
| A Game Chicken                    | Chester Franklin                              | Bebe Daniels, Pat O'Malley                                        | Romantic comedy | Paramount                                         |
| Gas, Oil and Water                | Charles Ray                                   | Charles Ray, Otto Hoffman                                         | Comedy          | First National                                    |
| Gay and Devilish                  | William A. Seiter                             | Doris May, Cullen Landis                                          | Romantic comedy | FBO                                               |
| The Ghost Breaker                 | Alfred E. Green                               | Wallace Reid, Lila Lee                                            | Comedy          | Paramount                                         |
| The Girl in His Room              | Edward José                                   | Alice Calhoun, Warner Baxter                                      | Drama           | Vitagraph                                         |
| The Girl Who Ran Wild             | Rupert Julian                                 | Gladys Walton, Vernon Steele                                      | Action          | Universal                                         |
| A Girl's Desire                   | David Smith                                   | Alice Calhoun, Warner Baxter                                      | Comedy          | Vitagraph                                         |
| Glass Houses                      | Harry Beaumont                                | Viola Dana, Gaston Glass                                          | Romance         | Metro                                             |
| Gleam o'Dawn                      | John Francis Dillon                           | John Gilbert, Barbara Bedford                                     | Drama           | Fox Film                                          |
| The Glorious Fool                 | E. Mason Hopper                               | Helene Chadwick, Richard Dix                                      | Comedy drama    | Goldwyn                                           |
| The Glory of Clementina           | Emile Chautard                                | Pauline Frederick, Edward Martindel                               | Drama           | FBO                                               |
| Golden Dreams                     | Benjamin B. Hampton                           | Rose Dione, Claire Adams                                          | Adventure       | Goldwyn                                           |
| The Golden Gallows                | Paul Scardon                                  | Miss DuPont, Edwin Stevens, Eve Southern                          | Drama           | Universal                                         |
| The Golden Gift                   | Maxwell Karger                                | Alice Lake, John Bowers                                           | Drama           | Metro                                             |
| Good Men and True                 | Val Paul                                      | Harry Carey, Vola Vale                                            | Western         | FBO                                               |
| The Good Provider                 | Frank Borzage                                 | Vera Gordon, Miriam Battista                                      | Drama           | Paramount                                         |
| Grand Larceny                     | Wallace Worsley                               | Elliott Dexter, Claire Windsor                                    | Romance         | Goldwyn                                           |
| Grandma's Boy                     | Fred C. Newmeyer                              | Harold Lloyd, Mildred Davis                                       | Comedy          | Independent                                       |
| The Great Night                   | Howard M. Mitchell                            | William Russell, Eva Novak                                        | Comedy          | Fox Film                                          |
| The Green Temptation              | William Desmond Taylor                        | Betty Compson, Theodore Kosloff                                   | Drama           | Paramount                                         |
| The Guttersnipe                   | Dallas M. Fitzgerald                          | Gladys Walton, Jack Perrin                                        | Romance         | Universal                                         |
| The Half Breed                    | Charles A. Taylor                             | Wheeler Oakman, Ann May                                           | Western         | First National                                    |
| The Hands of Nara                 | Harry Garson                                  | Clara Kimball Young, Elliott Dexter                               | Drama           | Metro                                             |
| Hate                              | Maxwell Karger                                | Alice Lake, Conrad Nagel                                          | Crime           | Metro                                             |
| Head over Heels                   | Victor Schertzinger                           | Mabel Normand, Raymond Hatton, Adolphe Menjou                     | Comedy          | Goldwyn                                           |
| Headin' West                      | William James Craft                           | Hoot Gibson, Gertrude Short                                       | Western         | Universal                                         |
| The Headless Horseman             | Edward D. Venturini                           | Will Rogers, Lois Meredith                                        | Comedy horror   | Independent                                       |
| The Heart Specialist              | Frank Urson                                   | Mary Miles Minter, Allan Forrest                                  | Drama           | Paramount                                         |
| Her Gilded Cage                   | Sam Wood                                      | Gloria Swanson, David Powell                                      | Drama           | Paramount                                         |
| Her Husband's Trademark           | Sam Wood                                      | Gloria Swanson, Stuart Holmes                                     | Drama           | Paramount                                         |
| Her Own Money                     | Joseph Henabery                               | Warner Baxter, Ethel Clayton                                      | Comedy          | Paramount                                         |
| Heroes and Husbands               | Chester Withey                                | Katherine MacDonald, Nigel Barrie, Charles K. Gerrard             | Drama           | First National                                    |
| Heroes of the Street              | William Beaudine                              | Wesley Barry, Marie Prevost, Jack Mulhall                         | Crime comedy    | Warner Bros.                                      |
| His Back Against the Wall         | Rowland V. Lee                                | Raymond Hatton, Virginia Valli                                    | Comedy          | Goldwyn                                           |
| His Wife's Husband                | Kenneth S. Webb                               | Betty Blythe, Huntley Gordon                                      | Drama           | Independent                                       |
| A Homespun Vamp                   | Frank O'Connor                                | May McAvoy, Lincoln Stedman                                       | Drama           | Paramount                                         |
| Honor First                       | Jerome Storm                                  | John Gilbert, Renée Adorée                                        | Drama           | Fox Film                                          |
| The Hottentot                     | Del Andrews                                   | Raymond Hatton, Madge Bellamy                                     | Comedy          | First National                                    |
| How Women Love                    | Kenneth S. Webb                               | Betty Blythe, Gladys Hulette                                      | Drama           | Independent                                       |
| Human Hearts                      | King Baggot                                   | House Peters, George Hackathorne                                  | Drama           | Universal                                         |
| Hungry Hearts                     | E. Mason Hopper                               | Helen Ferguson, Bryant Washburn                                   | Drama           | Goldwyn                                           |
| Hurricane's Gal                   | Allen Holubar                                 | Dorothy Phillips, Wallace Beery, Gertrude Astor                   | Adventure       | First National                                    |
| I Can Explain                     | George D. Baker                               | Bartine Burkett, Grace Darmond                                    | Comedy          | Metro                                             |
| If I Were Queen                   | Wesley Ruggles                                | Ethel Clayton, Warner Baxter                                      | Romance         | FBO                                               |
| If You Believe It, It's So        | Tom Forman                                    | Thomas Meighan, Pauline Starke                                    | Drama           | Paramount                                         |
| The Impossible Mrs. Bellew        | Sam Wood                                      | Gloria Swanson, Conrad Nagel                                      | Drama           | Paramount                                         |
| In the Name of the Law            | Emory Johnson                                 | Ralph Lewis, Claire McDowell                                      | Crime drama     | FBO                                               |
| The Infidel                       | James Young                                   | Katherine MacDonald, Robert Ellis                                 | Drama           | First National                                    |
| Iron to Gold                      | Bernard J. Durning                            | Dustin Farnum, Marguerite Marsh                                   | Western         | Fox Film                                          |
| Is Matrimony a Failure?           | James Cruze                                   | T. Roy Barnes, Lila Lee \| Comedy                                 | Paramount       |                                                   |
| Island Wives                      | Webster Campbell                              | Corinne Griffith, Charles Trowbridge                              | Drama           | Vitagraph                                         |
| The Jilt                          | Irving Cummings                               | Marguerite De La Motte, Ralph Graves                              | Drama           | Universal                                         |
| John Smith                        | Victor Heerman                                | Eugene O'Brien, Mary Astor                                        | Comedy          | Selznick                                          |
| June Madness                      | Harry Beaumont                                | Viola Dana, Bryant Washburn                                       | Comedy          | Metro                                             |
| Just Tony                         | Lynn Reynolds                                 | Tom Mix, Claire Adams                                             | Western         | Fox Film                                          |
| The Kentucky Derby                | King Baggot                                   | Reginald Denny, Lillian Rich                                      | Adventure       | Universal                                         |
| The Kickback                      | Val Paul                                      | Harry Carey, Henry B. Walthall                                    | Western         | FBO                                               |
| Kick In                           | George Fitzmaurice                            | Betty Compson, Gareth Hughes, May McAvoy                          | Crime           | Paramount                                         |
| Kindred of the Dust               | Raoul Walsh                                   | Miriam Cooper, Ralph Graves                                       | Romance         | First National                                    |
| Kissed                            | King Baggot                                   | Marie Prevost, Lloyd Whitlock                                     | Romantic comedy | Universal                                         |
| Kisses                            | Maxwell Karger                                | Alice Lake, Harry Myers                                           | Romantic comedy | Metro                                             |
| The Ladder Jinx                   | Jess Robbins                                  | Edward Everett Horton, Margaret Landis                            | Comedy          | Vitagraph                                         |
| The Lane That Had No Turning      | Victor Fleming                                | Agnes Ayres, Theodore Kosloff                                     | Drama           | Paramount                                         |
| The Lavender Bath Lady            | King Baggot                                   | Gladys Walton, Edmund Burns                                       | Comedy          | Universal                                         |
| The Law and the Woman             | Penrhyn Stanlaws                              | Betty Compson, William P. Carleton                                | Drama           | Paramount                                         |
| The Light in the Dark             | Clarence Brown                                | Lon Chaney, Hope Hampton                                          | Drama           | First National                                    |
| The Lights of New York            | Charles Brabin                                | Estelle Taylor, Charles K. Gerrard                                | Drama           | Fox Film                                          |
| Lights of the Desert              | Harry Beaumont                                | Shirley Mason, Allan Forrest                                      | Western         | Fox Film                                          |
| Little Eva Ascends                | George D. Baker                               | Gareth Hughes, May Collins                                        | Comedy          | Metro                                             |
| The Little Minister               | David Smith                                   | Alice Calhoun, James Morrison                                     | Drama           | Vitagraph                                         |
| Little Miss Smiles                | John Ford                                     | Shirley Mason, Gaston Glass                                       | Drama           | Fox Film                                          |
| Little Wildcat                    | David Smith                                   | Alice Calhoun, Oliver Hardy                                       | Comedy          | Vitagraph                                         |
| The Loaded Door                   | Harry A. Pollard                              | Hoot Gibson, Gertrude Olmstead                                    | Western         | Universal                                         |
| The Lone Hand                     | B. Reeves Eason                               | Hoot Gibson, Marjorie Daw                                         | Western         | Universal                                         |
| The Long Chance                   | Jack Conway                                   | Henry B. Walthall, Marjorie Daw                                   | Western         | Universal                                         |
| Lorna Doone                       | Maurice Tourneur                              | Madge Bellamy, John Bowers                                        | Period drama    | First National                                    |
| The Love Gambler                  | Joseph Franz                                  | John Gilbert, Carmel Myers                                        | Western         | Fox Film                                          |
| Love in the Dark                  | Harry Beaumont                                | Viola Dana, Cullen Landis                                         | Drama           | Metro                                             |
| Love Is an Awful Thing            | Victor Heerman                                | Owen Moore, Marjorie Daw                                          | Comedy          | Selznick                                          |
| Love's Masquerade                 | William P. S. Earle                           | Conway Tearle, Winifred Westover                                  | Drama           | Selznick                                          |
| The Lying Truth                   | Marion Fairfax                                | Noah Beery, Marjorie Daw                                          | Drama           | Independent                                       |
| Making a Man                      | Joseph Henabery                               | Jack Holt, Eva Novak                                              | Drama           | Paramount                                         |
| The Man from Beyond               | Burton L. King                                | Harry Houdini, Arthur Maude                                       | Mystery         | Independent                                       |
| The Man from Downing Street       | Edward José                                   | Earle Williams, Boris Karloff, Betty Ross Clarke                  | Adventure       | Vitagraph                                         |
| The Man Unconquerable             | Joseph Henabery                               | Jack Holt, Sylvia Breamer                                         | Adventure       | Paramount                                         |
| Man to Man                        | Stuart Paton                                  | Harry Carey, Lillian Rich                                         | Western         | Universal                                         |
| The Man Who Married His Own Wife  | Stuart Paton                                  | Frank Mayo, Sylvia Breamer                                        | Drama           | Universal                                         |
| The Man Who Paid                  | Oscar Apfel                                   | Wilfred Lytell, Norma Shearer                                     | Drama           | Independent                                       |
| The Man Who Played God            | F. Harmon Weight                              | George Arliss, Ann Forrest                                        | Drama           | United Artists                                    |
| The Man Who Saw Tomorrow          | Alfred E. Green                               | Thomas Meighan, Theodore Roberts, Leatrice Joy                    | Drama           | Warner Bros.                                      |
| Man Under Cover                   | Tod Browning                                  | Herbert Rawlinson, George Hernandez                               | Crime           | Universal                                         |
| Man with Two Mothers              | Paul Bern                                     | Cullen Landis, Sylvia Breamer                                     | Comedy          | Goldwyn                                           |
| Manslaughter                      | Cecil B. DeMille                              | Leatrice Joy, Thomas Meighan                                      | Drama           | Paramount                                         |
| The Married Flapper               | Stuart Paton                                  | Marie Prevost, Kenneth Harlan                                     | Comedy          | Universal                                         |
| The Masquerader                   | James Young                                   | Guy Bates Post, Edward Kimball                                    | Drama           | First National                                    |
| The Men of Zanzibar               | Rowland V. Lee                                | William Russell, Ruth Renick                                      | Mystery         | Fox Film                                          |
| Midnight                          | Maurice S. Campbell                           | Constance Binney, Sidney Bracey                                   | Drama           | Paramount                                         |
| Minnie                            | Marshall Neilan                               | Leatrice Joy, Matt Moore                                          | Comedy          | First National                                    |
| Missing Millions                  | Joseph Henabery                               | Alice Brady, David Powell                                         | Drama           | Paramount                                         |
| Mixed Faces                       | Rowland V. Lee                                | William Russell, Renee Adoree, DeWitt Jennings                    | Comedy          | Fox Film                                          |
| Money to Burn                     | Rowland V. Lee                                | William Russell, Sylvia Breamer                                   | Comedy          | Fox Film                                          |
| Monte Cristo                      | Emmett J. Flynn                               | John Gilbert, Estelle Taylor                                      | Historical      | Fox Film                                          |
| Moonshine Valley                  | Herbert Brenon                                | William Farnum, Anne Shirley                                      | Western         | Fox Film                                          |
| Moran of the Lady Letty           | George Melford                                | Dorothy Dalton, Charles Brinley                                   | Adventure       | Paramount                                         |
| More to Be Pitied Than Scorned    | Edward LeSaint                                | Rosemary Theby, Philo McCullough, Gordon Griffith                 | Drama           | Columbia                                          |
| Mr. Barnes of New York            | Victor Schertzinger                           | Tom Moore, Anna Lehr                                              | Drama           | Goldwyn                                           |
| Mud and Sand                      | Gilbert Pratt                                 | Stan Laurel, Leona Anderson                                       | Comedy          | Metro, Short                                      |
| My American Wife                  | Sam Wood                                      | Gloria Swanson, Antonio Moreno                                    | Drama           | Paramount                                         |
| My Dad                            | Clifford Smith                                | Johnnie Walker, Ruth Clifford                                     | Drama           | FBO                                               |
| My Friend, the Devil              | Harry F. Millarde                             | Charles Richman, Barbara Castleton                                | Drama           | Fox Film                                          |
| My Wife's Relations               | Buster Keaton                                 | Buster Keaton, Monte Collins                                      | Comedy          | First National, Short                             |
| My Wild Irish Rose                | David Smith                                   | Pat O'Malley, Pauline Starke                                      | Drama           | Vitagraph                                         |
| Nancy from Nowhere                | Chester Franklin                              | Bebe Daniels, Eddie Sutherland                                    | Romantic comedy | Paramount                                         |
| Nanook of the North               | Robert J. Flaherty                            | Allakariallak, Nyla Cunayou                                       | Documentary     | Pathé Exchange, Insight into the Inuit            |
| Nero                              | J. Gordon Edwards                             | Jacques Grétillat, Sandro Salvini                                 | Historical      | Fox Film. Co-production with Italy                |
| The New Teacher                   | Joseph Franz                                  | Shirley Mason, Allan Forrest                                      | Romance         | Fox Film                                          |
| Nice People                       | William C. deMille                            | Wallace Reid, Bebe Daniels                                        | Drama           | Paramount                                         |
| The Ninety and Nine               | David Smith                                   | Warner Baxter, Colleen Moore                                      | Drama           | Vitagraph                                         |
| No Trespassing                    | Edwin L. Hollywood                            | Irene Castle, Ward Crane                                          | Drama           | Independent                                       |
| North of the Rio Grande           | Rollin S. Sturgeon                            | Bebe Daniels, Jack Holt                                           | Western         | Paramount                                         |
| Notoriety                         | William Nigh                                  | Mary Alden, Rod La Rocque                                         | Drama           | Independent                                       |
| Oath-Bound                        | Bernard J. Durning                            | Dustin Farnum, Ethel Grey Terry, Fred Thomson                     | Drama           | Fox Film                                          |
| The Old Homestead                 | James Cruze                                   | Theodore Roberts, George Fawcett, Fritzi Ridgeway                 | Drama           | Paramount                                         |
| Oliver Twist                      | Frank Lloyd                                   | Jackie Coogan, Lon Chaney, Gladys Brockwell                       | Drama           | First National                                    |
| Omar the Tentmaker                | James Young                                   | Guy Bates Post, Virginia Browne Faire                             | Drama           | First National                                    |
| On the High Seas                  | Irvin Willat                                  | Dorothy Dalton, Jack Holt                                         | Adventure       | Paramount                                         |
| One Clear Call                    | John M. Stahl                                 | Milton Sills, Claire Windsor, Irene Rich                          | Drama           | First National                                    |
| One Exciting Night                | D. W. Griffith                                | Carol Dempster, Henry Hull                                        | Mystery         | Universal                                         |
| One Glorious Day                  | James Cruze                                   | Will Rogers, Lila Lee                                             | Comedy          | Paramount                                         |
| One Week of Love                  | George Archainbaud                            | Elaine Hammerstein, Conway Tearle                                 | Drama           | Selznick                                          |
| One Wonderful Night               | Stuart Paton                                  | Herbert Rawlinson, Lillian Rich                                   | Mystery         | Universal                                         |
| Only a Shop Girl                  | Edward LeSaint                                | Estelle Taylor, Mae Busch, Wallace Beery                          | Drama           | Columbia                                          |
| The Ordeal                        | Paul Powell                                   | Agnes Ayres, Conrad Nagel, Edna Murphy                            | Drama           | Paramount                                         |
| Our Leading Citizen               | Alfred E. Green                               | Thomas Meighan, Lois Wilson                                       | Comedy          | Paramount                                         |
| Out of the Silent North           | William Worthington                           | Frank Mayo, Barbara Bedford                                       | Drama           | Universal                                         |
| Outcast                           | Chester Withey                                | Elsie Ferguson, William Powell                                    | Drama           | Paramount                                         |
| Over the Border                   | Penryn Stanlaws                               | Betty Compson, Tom Moore                                          | Romance         | Paramount                                         |
| Paid Back                         | Irving Cummings                               | Gladys Brockwell, Mahlon Hamilton, Stuart Holmes                  | Drama           | Universal                                         |
| The Paleface                      | Edward F. Cline, Buster Keaton                | Buster Keaton, Virginia Fox                                       | Comedy          | First National, Short                             |
| Pardon My Nerve!                  | B. Reeves Eason                               | Buck Jones, Mae Busch                                             | Western         | Fox Film                                          |
| Pawn Ticket 210                   | Scott R. Dunlap                               | Shirley Mason, Robert Agnew                                       | Drama           | Fox Film                                          |
| Pawned                            | Irvin Willat                                  | Tom Moore, Edith Roberts                                          | Drama           | Selznick                                          |
| Pay Day                           | Charlie Chaplin                               | Charlie Chaplin, Phyllis Allen, Mack Swain                        | Comedy          | First National, Short                             |
| Peacock Alley                     | Robert Z. Leonard                             | Mae Murray, Monte Blue, Edmund Lowe                               | Drama           | Tiffany                                           |
| Peg o' My Heart                   | King Vidor                                    | Laurette Taylor, Mahlon Hamilton                                  | Drama           | Metro                                             |
| Penrod                            | Marshall Neilan                               | Wesley Barry, Tully Marshall                                      | Comedy drama    | First National                                    |
| Perils of the Yukon               | Jay Marchant. J. P. McGowan, Perry N. Vekroff | William Desmond, Laura La Plante                                  | Adventure       | Universal                                         |
| Pink Gods                         | Penrhyn Stanlaws                              | Bebe Daniels, Adolphe Menjou, Anna Q. Nilsson                     | Drama           | Paramount                                         |
| Polly of the Follies              | John Emerson                                  | Constance Talmadge, Thomas Carr                                   | Comedy          | First National                                    |
| The Pride of Palomar              | Frank Borzage                                 | Forrest Stanley, Marjorie Daw                                     | Drama           | Paramount                                         |
| The Primitive Lover               | Sidney Franklin                               | Constance Talmadge, Harrison Ford                                 | Drama           | First National                                    |
| The Prisoner of Zenda             | Rex Ingram                                    | Lewis Stone, Alice Terry                                          | Swashbuckler    | Metro                                             |
| The Prodigal Judge                | Edward José                                   | Jean Paige, Earle Foxe                                            | Drama           | Vitagraph                                         |
| The Prophet's Paradise            | Alan Crosland                                 | Eugene O'Brien, Sigrid Holmquist                                  | Drama           | Selznick                                          |
| A Question of Honor               | Edwin Carewe                                  | Anita Stewart, Edward Hearn                                       | Romance         | First National                                    |
| Quincy Adams Sawyer               | Clarence G. Badger                            | John Bowers, Blanche Sweet, Lon Chaney                            | Comedy drama    | Metro                                             |
| The Ragged Heiress                | Harry Beaumont                                | Shirley Mason, John Harron                                        | Drama           | Fox Film                                          |
| Rags to Riches                    | Wallace Worsley                               | Wesley Barry, Niles Welch                                         | Comedy          | Warner Bros.                                      |
| Real Adventure                    | King Vidor                                    | Florence Vidor, Clyde Fillmore                                    | Drama           | Independent                                       |
| Received Payment                  | Charles Maigne                                | Corinne Griffith, Kenneth Harlan, David Torrence                  | Drama           | Vitagraph                                         |
| Reckless Youth                    | Ralph Ince                                    | Elaine Hammerstein, Niles Welch                                   | Drama           | Selznick                                          |
| Red Hot Romance                   | Victor Fleming                                | Basil Sydney, May Collins                                         | Comedy          | First National                                    |
| The Referee                       | Ralph Ince                                    | Conway Tearle, Anders Randolf, Gladys Hulette                     | Drama           | Selznick                                          |
| Remembrance                       | Rupert Hughes                                 | Cullen Landis, Claude Gillingwater, Patsy Ruth Miller             | Drama           | Goldwyn                                           |
| Rent Free                         | Howard Higgin                                 | Wallace Reid, Lila Lee                                            | Comedy          | Paramount                                         |
| Reported Missing                  | Henry Lehrman                                 | Owen Moore, Pauline Garon                                         | Comedy          | Selznick                                          |
| Restless Souls                    | Robert Ensminger                              | Earle Williams, Francelia Billington                              | Drama           | Vitagraph                                         |
| Rich Men's Wives                  | Louis J. Gasnier                              | House Peters, Claire Windsor                                      | Drama           | Independent                                       |
| Ridin' Wild                       | Nat Ross                                      | Hoot Gibson, Edna Murphy                                          | Western         | Universal                                         |
| The Right That Failed             | Bayard Veiller                                | Bert Lytell, Virginia Valli                                       | Drama           | Metro                                             |
| Robin Hood                        | Allan Dwan                                    | Douglas Fairbanks, Wallace Beery, Enid Bennett                    | Swashbuckler    | United Artists                                    |
| The Rosary                        | Jerome Storm                                  | Lewis Stone, Jane Novak, Wallace Beery                            | Drama           | First National                                    |
| Rose o' the Sea                   | Fred Niblo                                    | Anita Stewart, Thomas Holding                                     | Drama           | First National                                    |
| Roughshod                         | B. Reeves Eason                               | Buck Jones, Helen Ferguson                                        | Western         | Fox Film                                          |
| The Ruling Passion                | F. Harmon Weight                              | George Arliss, Doris Kenyon                                       | Comedy          | United Artists                                    |
| Saturday Night                    | Cecil B. DeMille                              | Leatrice Joy, Conrad Nagel                                        | Romantic comedy | Paramount                                         |
| The Scrapper                      | Hobart Henley                                 | Herbert Rawlinson, Gertrude Olmstead                              | Drama           | Universal                                         |
| Second Hand Rose                  | Lloyd Ingraham                                | Gladys Walton, George B. Williams                                 | Romance         | Universal                                         |
| Secrets of Paris                  | Kenneth S. Webb                               | Lew Cody, Gladys Hulette                                          | Drama           | Independent                                       |
| Seeing's Believing                | Harry Beaumont                                | Viola Dana, Allan Forrest, Gertrude Astor                         | Romantic comedy | Metro                                             |
| The Seventh Day                   | Henry King                                    | Richard Barthelmess, Frank Losee                                  | Drama           | First National                                    |
| A Self-Made Man                   | Rowland V. Lee                                | William Russell, Renee Adoree                                     | Comedy drama    | Fox Film                                          |
| Shackles of Gold                  | Herbert Brenon                                | William Farnum, Marie Shotwell                                    | Drama           | Fox Film                                          |
| Shadows                           | Tom Forman                                    | Lon Chaney, Marguerite De La Motte                                | Melodrama       | Independent                                       |
| Shadows of the Sea                | Alan Crosland                                 | Conway Tearle, Crauford Kent, Doris Kenyon                        | Action          | Selznick                                          |
| Shattered Dreams                  | Paul Scardon                                  | Miss DuPont, Bertram Grassby                                      | Drama           | Universal                                         |
| Shattered Idols                   | Edward Sloman                                 | Marguerite De La Motte, James Morrison                            | Drama           | First National                                    |
| Sherlock Brown                    | Bayard Veiller                                | Bert Lytell, Sylvia Breamer, Theodore von Eltz                    | Comedy drama    | Metro                                             |
| Sherlock Holmes                   | Albert Parker                                 | John Barrymore, Roland Young                                      | Mystery         | Goldwyn                                           |
| Shirley of the Circus             | Rowland V. Lee                                | Shirley Mason, George O'Hara                                      | Drama           | Fox Film                                          |
| Silas Marner                      | Frank P. Donovan                              | Marguerite Courtot, Crauford Kent                                 | Drama           | Independent                                       |
| The Silent Vow                    | William Duncan                                | Edith Johnson, Dorothy Dwan                                       | Action          | Vitagraph                                         |
| Silver Wings                      | Edwin Carewe, John Ford                       | Mary Carr, Percy Helton                                           | Drama           | Fox Film                                          |
| The Sin Flood                     | Frank Lloyd                                   | Richard Dix, Helene Chadwick                                      | Drama           | Goldwyn                                           |
| Singed Wings                      | Penrhyn Stanlaws                              | Bebe Daniels, Conrad Nagel, Adolphe Menjou                        | Romance         | Paramount                                         |
| The Siren Call                    | Irvin Willat                                  | Dorothy Dalton, David Powell                                      | Drama           | Paramount                                         |
| Skin Deep                         | Lambert Hillyer                               | Milton Sills, Florence Vidor                                      | Crime           | First National                                    |
| Sky High                          | Lynn Reynolds                                 | Tom Mix, Eva Novak                                                | Western         | Fox Film                                          |
| The Sleepwalker                   | Edward LeSaint                                | Constance Binney, Jack Mulhall                                    | Drama           | Paramount                                         |
| Slim Shoulders                    | Alan Crosland                                 | Irene Castle, Rod La Rocque                                       | Drama           | Independent                                       |
| Smiles Are Trumps                 | George Marshall                               | Maurice "Lefty" Flynn, Ora Carew                                  | Action          | Fox Film                                          |
| Smilin' Through                   | Sidney Franklin                               | Norma Talmadge, Wyndham Standing, Harrison Ford                   | Romantic Drama  | First National                                    |
| Smudge                            | Charles Ray                                   | Charles Ray, Ora Carew                                            | Comedy          | First National                                    |
| The Snowshoe Trail                | Chester Bennett                               | Jane Novak, Lloyd Whitlock                                        | Action          | FBO                                               |
| The Son of the Wolf               | Norman Dawn                                   | Wheeler Oakman, Edith Roberts                                     | Drama           | FBO                                               |
| The Song of Life                  | John M. Stahl                                 | Gaston Glass, Grace Darmond                                       | Drama           | First National                                    |
| Sonny                             | Henry King                                    | Richard Barthelmess, Margaret Seddon                              | Drama           | First National                                    |
| South of Suva                     | Frank Urson                                   | Mary Miles Minter, Winifred Bryson                                | Drama           | Paramount                                         |
| A Stage Romance                   | Herbert Brenon                                | William Farnum, Peggy Shaw                                        | Historical      | Fox Film                                          |
| Step on It!                       | Jack Conway                                   | Hoot Gibson, Edith Yorke                                          | Western         | Universal                                         |
| The Storm                         | Reginald Barker                               | Matt Moore, Virginia Valli                                        | Drama           | Universal                                         |
| Strange Idols                     | Bernard J. Durning                            | Dustin Farnum, Doris Pawn                                         | Drama           | Fox Film                                          |
| The Strangers' Banquet            | Marshall Neilan                               | Hobart Bosworth, Claire Windsor                                   | Drama           | Goldwyn                                           |
| The Strength of the Pines         | Edgar Lewis                                   | William Russell, Irene Rich                                       | Drama           | Fox Film                                          |
| A Tailor-Made Man                 | Joe De Grasse                                 | Charles Ray, Tom Ricketts                                         | Comedy          | United Artists                                    |
| Tess of the Storm Country         | John S. Robertson                             | Mary Pickford, Lloyd Hughes, Gloria Hope                          | Drama           | United Artists                                    |
| Thelma                            | Chester Bennett                               | Jane Novak, Barbara Tennant, Vernon Steele                        | Drama           | FBO                                               |
| They Like 'Em Rough               | Harry Beaumont                                | Viola Dana, Hardee Kirkland                                       | Comedy          | Metro                                             |
| The Third Alarm                   | Emory Johnson                                 | Johnnie Walker, Ella Hall                                         | Drama           | FBO                                               |
| Thirty Days                       | James Cruze                                   | Wallace Reid, Wanda Hawley                                        | Comedy          | Paramount                                         |
| Thorns and Orange Blossoms        | Louis J. Gasnier                              | Estelle Taylor, Kenneth Harlan                                    | Romance         | Independent                                       |
| The Three Must-Get-Theres         | Max Linder                                    | Max Linder, Jobyna Ralston                                        | Comedy          | United Artists                                    |
| Through a Glass Window            | Maurice S. Campbell                           | May McAvoy, Fanny Midgley, Raymond McKee                          | Drama           | Paramount                                         |
| Till We Meet Again                | Christy Cabanne                               | Julia Swayne Gordon, Mae Marsh                                    | Drama           | Independent                                       |
| Tillie                            | Frank Urson                                   | Mary Miles Minter, Noah Beery                                     | Drama           | Paramount                                         |
| The Timber Queen                  | Fred Jackman                                  | Ruth Roland, Bruce Gordon                                         | Action          | Pathé Exchange, Film serial                       |
| To Have and to Hold               | George Fitzmaurice                            | Bert Lytell, Betty Compson                                        | Drama           | Paramount                                         |
| The Toll of the Sea               | Chester M. Franklin                           | Anna May Wong, Kenneth Harlan                                     | Drama           | Metro                                             |
| Tom Mix in Arabia                 | Lynn Reynolds                                 | Tom Mix, Barbara Bedford                                          | Action          | Fox Film                                          |
| Top o' the Morning                | Edward Laemmle                                | Gladys Walton, Harry Myers                                        | Romance         | Universal                                         |
| The Top of New York               | William Desmond Taylor                        | May McAvoy, Walter McGrail                                        | Drama           | Paramount                                         |
| The Town That Forgot God          | Harry F. Millarde                             | Warren William, Jane Thomas                                       | Drama           | Fox Film                                          |
| Tracked to Earth                  | William Worthington                           | Frank Mayo, Virginia Valli                                        | Western         | Universal                                         |
| The Trap                          | Robert Thornby                                | Lon Chaney, Alan Hale, Irene Rich                                 | Drama           | Universal                                         |
| Travelin' On                      | Lambert Hillyer                               | William S. Hart, Ethel Grey Terry                                 | Western         | Paramount                                         |
| Trifling Women                    | Rex Ingram                                    | Barbara La Marr, Ramon Novarro                                    | Drama           | Metro                                             |
| Trimmed                           | Harry A. Pollard                              | Hoot Gibson, Patsy Ruth Miller                                    | Western         | Universal                                         |
| Trooper O'Neill                   | Scott R. Dunlap                               | Buck Jones, Beatrice Burnham                                      | Western         | Fox Film                                          |
| Trouble                           | Albert Austin                                 | Jackie Coogan, Wallace Beery, Gloria Hope                         | Comedy          | First National                                    |
| The Trouper                       | Harry B. Harris                               | Gladys Walton, Jack Perrin                                        | Comedy drama    | Universal                                         |
| The Truthful Liar                 | Thomas N. Heffron                             | Wanda Hawley, Guy Edward Hearn                                    | Mystery         | Paramount                                         |
| Turn to the Right                 | Rex Ingram                                    | Alice Terry, Jack Mulhall                                         | Comedy drama    | Metro                                             |
| Too Much Business                 | Jess Robbins                                  | Edward Everett Horton, Ethel Grey Terry                           | Comedy          | Vitagraph                                         |
| Too Much Wife                     | Thomas N. Heffron                             | Wanda Hawley, T. Roy Barnes                                       | Comedy          | Paramount                                         |
| Two Kinds of Women                | Colin Campbell                                | Pauline Frederick, Tom Santschi                                   | Western         | FBO                                               |
| Under Oath                        | George Archainbaud                            | Elaine Hammerstein, Niles Welch                                   | Drama           | Selznick                                          |
| Under Two Flags                   | Tod Browning                                  | Priscilla Dean, James Kirkwood                                    | Drama           | Universal                                         |
| The Understudy                    | William A. Seiter                             | Doris May, Wallace MacDonald                                      | Comedy          | FBO                                               |
| Up and at 'Em                     | William A. Seiter                             | Doris May, Hallam Cooley                                          | Romantic comedy | FBO                                               |
| Up and Going                      | Lynn Reynolds                                 | Cecil Van Auker, Carol Holloway                                   | Action          | Fox Film                                          |
| The Valley of Silent Men          | Frank Borzage                                 | Alma Rubens, Lew Cody                                             | Drama           | Paramount                                         |
| The Vermilion Pencil              | Norman Dawn                                   | Sessue Hayakawa, Ann May                                          | Drama           | FBO                                               |
| Very Truly Yours                  | Harry Beaumont                                | Shirley Mason, Allan Forrest                                      | Romance         | Fox Film                                          |
| The Village Blacksmith            | John Ford                                     | Will Walling, Virginia True Boardman                              | Drama           | Fox Film                                          |
| A Virgin's Sacrifice              | Webster Campbell                              | Corinne Griffith, David Torrence                                  | Drama           | Vitagraph                                         |
| The Wall Flower                   | Rupert Hughes                                 | Colleen Moore, Richard Dix, Gertrude Astor                        | Romance         | Goldwyn                                           |
| Watch Your Step                   | William Beaudine                              | Cullen Landis, Patsy Ruth Miller, Bert Woodruff, George C. Pearce | Comedy          | Goldwyn                                           |
| West of Chicago                   | Scott R. Dunlap                               | Buck Jones, Renée Adorée                                          | Western         | Fox Film                                          |
| Western Speed                     | Scott R. Dunlap                               | Buck Jones, Eileen Percy                                          | Western         | Fox Film                                          |
| What's Wrong with the Women?      | Roy William Neill                             | Wilton Lackaye, Constance Bennett                                 | Drama           | Independent                                       |
| When Danger Smiles                | William Duncan                                | Edith Johnson, James Farley                                       | Western         | Vitagraph                                         |
| When Knighthood Was in Flower     | Robert G. Vignola                             | Marion Davies, Forrest Stanley                                    | Romance Drama   | Paramount                                         |
| When Love Comes                   | William A. Seiter                             | Helen Jerome Eddy, Harrison Ford                                  | Drama           | FBO                                               |
| When Romance Rides                | Jean Hersholt                                 | Claire Adams, Carl Gantvoort                                      | Western         | Goldwyn                                           |
| While Justice Waits               | Bernard J. Durning                            | Dustin Farnum, Irene Rich                                         | Western         | Fox Film                                          |
| While Satan Sleeps                | Joseph Henabery                               | Jack Holt, Wade Boteler                                           | Western         | Paramount                                         |
| White Hands                       | Lambert Hillyer                               | Hobart Bosworth, Elinor Fair                                      | Drama           | Metro                                             |
| White Shoulders                   | Tom Forman                                    | Katherine MacDonald, Lillian Lawrence                             | Drama           | First National                                    |
| Who Are My Parents?               | J. Searle Dawley                              | Niles Welch, Ernest Hilliard                                      | Drama           | Fox Film                                          |
| Why Announce Your Marriage?       | Alan Crosland                                 | Elaine Hammerstein, Niles Welch                                   | Comedy          | Selznick                                          |
| A Wide Open Town                  | Ralph Ince                                    | Conway Tearle, Faire Binney                                       | Drama           | Selznick                                          |
| Wild Honey                        | Wesley Ruggles                                | Priscilla Dean, Noah Beery Sr.                                    | Adventure       | Universal                                         |
| Winning with Wits                 | Howard M. Mitchell                            | Barbara Bedford, Harry Northrup                                   | Drama           | Fox Film                                          |
| The Wise Kid                      | Tod Browning                                  | Gladys Walton, David Butler                                       | Comedy          | Universal                                         |
| What Fools Men Are                | George Terwilliger                            | Faire Binney, Lucy Fox                                            | Drama           | Independent                                       |
| White Eagle                       | Fred Jackman                                  | Ruth Roland, Otto Lederer                                         | Western         | Pathé Exchange, Film serial                       |
| Wildness of Youth                 | Ivan Abramson                                 | Virginia Pearson, Harry T. Morey                                  | Drama           | Independent                                       |
| The Wise Kid                      | Tod Browning                                  | Gladys Walton, David Butler                                       | Comedy          | Universal                                         |
| Without Compromise                | Emmett J. Flynn                               | William Farnum, Lois Wilson                                       | Western         | Fox Film                                          |
| Without Fear                      | Kenneth S. Webb                               | Pearl White, Robert Elliott                                       | Drama           | Fox Film                                          |
| Wolf Law                          | Stuart Paton                                  | Frank Mayo, Sylvia Breamer                                        | Drama           | Universal                                         |
| The Woman Conquers                | Tom Forman                                    | Katherine MacDonald, Bryant Washburn                              | Drama           | First National                                    |
| The Woman He Married              | Fred Niblo                                    | Anita Stewart, Donald MacDonald, Shannon Day                      | Drama           | First National                                    |
| The Woman Who Walked Alone        | George Melford                                | Dorothy Dalton, Milton Sills, Wanda Hawley                        | Drama           | Paramount                                         |
| The Woman's Side                  | J. A. Barry                                   | Katherine MacDonald, Edmund Burns                                 | Drama           | First National                                    |
| A Wonderful Wife                  | Paul Scardon                                  | Miss DuPont, Vernon Steele                                        | Drama           | Universal                                         |
| The World's Champion              | Phil Rosen                                    | Wallace Reid, Lois Wilson                                         | Sports drama    | Paramount                                         |
| Yellow Men and Gold               | Irvin Willat                                  | Richard Dix, Helene Chadwick                                      | Adventure       | Goldwyn                                           |
| The Yellow Stain                  | John Francis Dillon                           | John Gilbert, Claire Anderson                                     | Drama           | Fox Film                                          |
| The Yosemite Trail                | Bernard J. Durning                            | Dustin Farnum, Irene Rich                                         | Western         | Fox Film                                          |
| You Never Know                    | Robert Ensminger                              | Earle Williams, Gertrude Astor                                    | Drama           | Vitagraph                                         |
| The Young Diana                   | Albert Capellani, Robert G. Vignola           | Marion Davies, Forrest Stanley                                    | Drama           | Paramount                                         |
| The Young Rajah                   | Phil Rosen                                    | Rudolph Valentino, Wanda Hawley                                   | Adventure       | Paramount                                         |
| Your Best Friend                  | William Nigh                                  | Vera Gordon, Harry Benham                                         | Drama           | Warner Bros.                                      |
| Youth Must Have Love              | Joseph Franz                                  | Shirley Mason, Wallace MacDonald                                  | Drama           | Fox Film                                          |
| Youth to Youth                    | Emile Chautard                                | Billie Dove, Edythe Chapman, Hardee Kirkland                      | Drama           | Metro                                             |